# Thema Mundi (мировой гороскоп)
Thema Mundi или Mundi Thema (лат. thema от др.-греч. ϑέμα — здесь: конфигурация, расположение небесных светил в момент чьего-либо рождения, гороскоп; лат. mundus — мир) — в эллинистической астрологии «гороскоп мира», идеализированная схема, отображающая расположение планет в домах и знаках Зодиака в момент возникновения мироздания. Известны «вавилонский» и более поздний «египетский» варианты Thema Mundi.

## Структура
Отличием «вавилонского» варианта от «египетского» является то, что в первом случае планеты расположены в точках своей экзальтации (возможно, само понятие экзальтации ведёт происхождение от халдейской системы «тайных домов»), в то время как во втором случае каждая планета находится в том знаке, «управителем» которого она считается, то есть в своей «обители» (домициле).
«Вавилонский» вариант:
- Солнце в Овне, на Medium Coeli («Середине Неба»)
- Луна в Тельце
- Меркурий в Деве
- Венера в Рыбах
- Марс в Козероге
- Юпитер в Раке, Рак в асценденте
- Сатурн в Весах, на Imum Coeli («Глубине Неба»)

«Египетский» вариант (все планеты в 15 градусе соответствующего знака):
- Рак в асценденте, Луна в Раке
- Солнце во Льве
- Меркурий в Деве
- Венера в Весах
- Марс в Скорпионе
- Юпитер в Стрельце
- Сатурн в Козероге

Оба варианта имеют знак Рака в асценденте. При этом как «вавилонский», так и «египетский» гороскопы мира изображают положение планет, которого не могло быть в реальности, например, Меркурий не отклоняется от Солнца на такое угловое расстояние, как в «вавилонском» гороскопе.

## Интерпретация
Мировой гороскоп тесно связан с доктриной «Великого Года», согласно которой, по его истечении следует обновление мира посредством огня (мировой пожар) или воды (всемирный потоп). Одной из причин этого принималось то, что планеты занимают такие же положения, что и в момент возникновения мироздания. По другим представлениям, конец мира наступает, когда все планеты встречаются в Козероге (гибель от потопа) или Раке (гибель от пожара), что происходит примерно один раз в 300 000 лет.
Наличие восходящего знака Рака может объясняться тем, что он символизирует воплощение, рождение в человеческом плане существования — так называемые «врата людей», например, у Макробия.
Одну из возможных интерпретаций символического смысла Thema Mundi в русле традиционалистского направления философии представил доктор Родни Блэкхёрст (Rodney Blackhirst). Thema Mundi — это примордиальный (первичный), архетипический гороскоп, в соотношении с которым следует рассматривать все индивидуальные генитуры. Более того, индивидуальная душа должна привести в соответствие с этим идеальным архетипом свой отклонившийся и искривлённый путь, восстановить изначальное единство микрокосма и макрокосма. Мерой этой девиации служит натальный гороскоп человека, а одним из её символов — деформация исходно сферического человеческого черепа в момент рождения. Можно сказать, что согласно Thema Mundi не планеты находятся в своих «обителях», но, скорее, соответствующие знаки стали их «обителями», поскольку планеты располагались в них в точке начала мира. Таким образом, система планетных домов, а также аспектов, то есть отклонений актуального положения планеты от первоначального идеального в «обители», имеет свои истоки, ныне забытые, в Thema Mundi. Блэкхёрст связывает данную концепцию с платонизмом и пифагореизмом («гармония сфер»). В иудео-христианской и исламской традициях это первозданное «эдемское» состояние мира, в котором ещё нет раскола между макрокосмическим и микрокосмическим порядками, что отсылает к доктрине «примордиального (изначального) человека». При таком взгляде, Thema Mundi становится «гороскопом Адама», «всечеловека», возникшего вне мирового времени «из почвы Эдема», тогда как деградация к обычному «животному порождению» знаменует переход от Thema Mundi к партикулярным генитурам. Перспектива спасения индивидуального человека — отождествление себя с центральной точкой гороскопа, избавленной от непрекращающегося вращения периферии.